# Mühle zu Müll
Die Mühle zu Müll war eine am Zufluss zur Kendel gelegene Wassermühle in der Stadt Goch mit unterschlächtigem Wasserrad.

## Geographie
Die Mühle zu Müll hatte ihren Standort am Zufluss der Kendel, am Moelscher Weg, im Ortsteil Hommersum, in der Stadt Goch, Kreis Kleve, in Nordrhein-Westfalen.
Der Zufluss zur Kendel hat eine Höhe von ca. 16 m über NN.

## Geschichte
Die urkundliche Ersterwähnung der Mühle findet sich in einer Erlaubnis, die Herzog Wilhelm von Geldern im Jahre 1394 dem Lehnsmann Johan v. Zeller gegeben hat. Darin ging es um die Verbesserung des Wasserablaufs der Mühle, die als quade moelen (schlechte Mühle) bezeichnet wurde.
Etwa 200 Jahre später gehörte das Mühlengrundstück nachweislich dem Kloster Graefenthal, das aus dem Haus Driesberg hervorging. Vermutlich durch Wassermangel ging die Mühle in späterer Zeit unter.

## Galerie

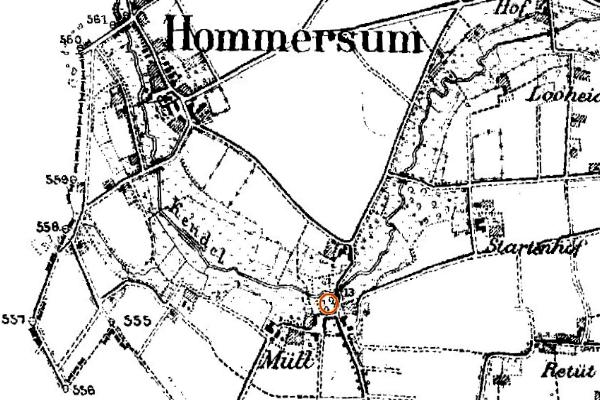
Mühlenstandort auf der Neuaufnahme 1892
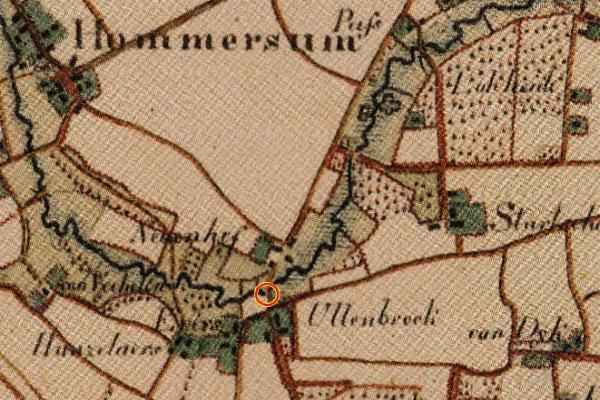
Mühlenstandort auf der Urkatasterkarte 1846